# Медаль Луки Крымского
Медаль Луки Крымского — государственная награда Российской Федерации, вручающаяся за заслуги в здравоохранении. Названа в честь выдающегося хирурга, архиепископа Симферопольского и Крымского Луки (Валентина Феликсовича Войно-Ясенецкого, 1877—1961).
Учреждена 19 июня 2020 года указом Президента Российской Федерации № 404 «Об учреждении ордена Пирогова и медали Луки Крымского». Этим же указом учреждён орден Пирогова.
21 июня 2020 года ко Дню медицинского работника Владимир Путин подписал указы о награждении работников российских медицинских и научных учреждений за большой вклад в борьбу с коронавирусной инфекцией, самоотверженность и профессионализм, проявленные при исполнении профессионального долга, орденом Пирогова и медалью Луки Крымского. Согласно указу, медалью были награждены несколько сотен медицинских работников по всей России.

## Положение
1. Медалью Луки Крымского награждаются практикующие врачи, средний и младший медицинский персонал, иные работники клинических, лечебно-профилактических, санитарно-профилактических, санаторно-курортных, инженерно-технических, научно-исследовательских, фармацевтических, учебных и других медицинских организаций за заслуги в области охраны здоровья граждан, за большой вклад в организацию оказания медицинской помощи и укрепление общественного здоровья, обеспечение населения качественными лекарственными препаратами, разработку и изготовление инновационных лекарственных препаратов, подготовку кадров для медицинских организаций, за научную и иную деятельность, направленную на развитие системы здравоохранения, самоотверженность и высокий профессионализм при лечении пациентов в сложных условиях, спасение их жизни и сохранение здоровья, а также работники органов социальной защиты населения и организаций социального обслуживания за заслуги, связанные с предоставлением гражданам высококачественных социальных услуг, осуществлением квалифицированного стационарного ухода и ухода на дому за гражданами, нуждающимися в социальном обслуживании, за большой вклад в организацию предоставления мер социальной поддержки нуждающимся гражданам.
2. Медалью Луки Крымского также могут быть награждены иностранные граждане за значительный вклад в развитие здравоохранения в Российской Федерации или оказание медицинской помощи гражданам Российской Федерации за рубежом.
3. Медаль Луки Крымского носится на левой стороне груди и при наличии других медалей Российской Федерации располагается после медали «За спасение погибавших».
4. Для особых случаев и возможного повседневного ношения предусматривается ношение миниатюрной копии медали Луки Крымского, которая располагается после миниатюрной копии медали «За спасение погибавших».
5. При ношении на форменной одежде ленты медали Луки Крымского на планке она располагается после ленты медали «За спасение погибавших».

## Описание

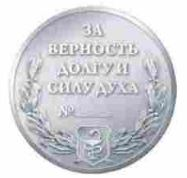
Медаль Луки Крымского, реверс

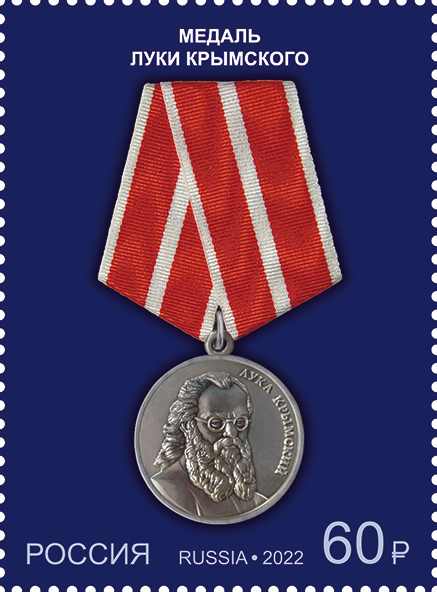
Почтовая марка 2022 год

Медаль Луки Крымского из серебра. Она имеет форму круга диаметром 32 мм с выпуклым бортиком с обеих сторон. На лицевой стороне медали — погрудное изображение Луки Крымского. Справа по окружности — надпись: «ЛУКА КРЫМСКИЙ». На оборотной стороне медали, в центре, — надпись: «ЗА ВЕРНОСТЬ ДОЛГУ И СИЛУ ДУХА», под ней — номер медали. В нижней части — изображение двух скрещённых оливковых ветвей, щита с Гиппократовой чашей (чашей, обвитой змеёй). Все изображения и надписи на медали рельефные.
Медаль при помощи ушка и кольца соединяется с пятиугольной колодкой, обтянутой шёлковой, муаровой лентой красного цвета с продольными полосками белого цвета по краям и одной продольной полоской белого цвета посередине ленты. Ширина ленты — 24 мм, ширина полосок по краю ленты — 2 мм, по середине ленты — 3 мм.
При ношении на форменной одежде ленты медали Луки Крымского используется планка высотой 8 мм, ширина ленты — 24 мм. Миниатюрная копия медали Луки Крымского носится на колодке. Диаметр миниатюрной копии медали — 16 мм.

## Награждения
Награждение медалью по годам (на основе информации сайтов Президента Российской Федерации и Официального интернет-портала правовой информации):
| 2020 | 2021 | Всего |
| ---- | ---- | ----- |
| 750  | 784  | 1534  |